# 朱祐枳
广安端裕王朱祐枳（1479年—1503年4月16日），明朝赵靖王朱见灂庶五子，丁氏所生。

## 生平
成化二十一年（1485年）四月赐名。
弘治五年（1492年）十月，明孝宗御奉天殿传诏，遣永康侯徐錡、陽武侯薛倫、駙馬都尉楊偉、崇信伯費淮、清平伯吳琮、建平伯高進、廣寧伯劉佶、彭城伯張信、吏部右侍郎周經、兵部左侍郎呂雯各自持節充正使，尚寶司司丞李㺬、戶科給事中叢蘭、兵科給事中涂旦、中書舍人李㺹、戶部郎中宋明、崔巖、兵部員外郎顧達、強滿、刑部郎中錢鏞、馬懋充副使，册封朱祐枳為廣安王。
弘治八年（1495年）四月，孝宗命朱祐枳每年支用一千石祿米，米鈔各半。
弘治十四年（1501年）十二月，孝宗御奉天殿传诏，遣泰寧侯陳璇、駙馬都尉馬誠、黃鏞、武進伯朱潔、靖遠伯王憲、懷柔伯施瓚、彰武伯楊質、崇信伯費柱、興寧伯徐盛、禮部左侍郎張昇、工部右侍郎張達、通政使司左參議李浩持節充正使，尚寶司司丞李㺹、大理寺右寺副劉韋、中書舍人張瓚、耿鋐、戶部員外郎陳玉、禮部員外郎沈翰、兵部員外郎董俊、刑部員外郎查煥、工部員外郎周南、鴻臚寺右侍丞張昱、高進、行人司左侍副唐仁充副使，冊封南城兵馬副指揮周昱的長女為廣安王妃。
弘治十六年（1503年）三月，朱祐枳去世。明孝宗闻讯，輟朝一日，按制度賜祭葬，谥端裕。
正德十年（1515年）九月，朱祐枳的嫡長子朱厚熽受册袭封。

## 分歧记载
《明史》卷一百一十八·列传第6·諸王三<趙王传>载，朱见灂偏爱朱祐枳，但碍于庶三子清流王朱祐棌年长，便诬陷朱祐棌犯了大逆之罪，因此被下诏斥责。但根据《明实录》，朱见灂偏爱的是小儿子朱祐朾。

## 评价
- 《弇山堂别集》卷075：守禮執義，強學好問。